# 王立スコットランド地理協会
王立スコットランド地理協会（おうりつスコットランドちりきょうかい, RSGS, 英語: Royal Scottish Geographical Society）は、1884年に設立されたパース (スコットランド)（スコットランド）を拠点とする教育慈善団体。RSGSはその活動の趣旨に、人々がもっと周囲の世界を学ぶように奨励するとともに、地理学の主題の前進、地理に関する公平で信頼できる情報源の提供をあげる。
その活動は機関誌の発行（季刊）、講演会『Inspiring People』シリーズの開催、学術論文誌を含むさまざまな出版物の作成により、主要な目的を実現する。拠点のパースにはボランティア主導のビジターセンターを置いて毎年恒例の国際展覧会を開催するほか、また1884年以来のアーカイブを管理する。
これらに加えてスコットランド地域や遠隔のパートナーと提携するRSGSは、学校教育の科目に地理を加えるよう奨励して教師が使える教材集を整えるほか、気候変動や都市開発、交通インフラなどの問題に取り組みをうながしている。
探検家アーネスト・シャクルトン卿は南極をめざす前の1904年から1905年の時期に本会の事務局に勤務している。また褒章としてエドモンド・ヒラリー卿、ニール・アームストロング、ラナルフ・ファインズ卿、フレヤ・スターク卿、デイビッド・アッテンボロー卿、メアリー・ロビンソン卿、カレン・ダーク卿にメダルを授与してきた。季刊誌の記事執筆陣にはナオミ・クライン、ジェームズ・キャメロン、ダライ・ラマなどを迎えてきた。
バースの協会本部は2009年以降はジョン・マレー卿の邸宅に置き、ビジターセンターはバース市内にあり、隣は民間の建物として最古のフェアメイドの家である。かつて本部事務局は1994年から2008年にかけてストラスクライド大学に間借りしており、初期にはエジンバラのランドルフ・クレセント10番に所在した。

## 沿革
スコットランド全土を扱う地理学会の創設は、エジンバラのバーソロミュー家出身で地図作成会社を運営するジョン・ジョージ・バーソロミューが提唱した。バーソロミューはイングランドには他のヨーロッパ諸国と比べると地理専門機関がない点を指摘し、さらに地図職人の技術水準が低い点を痛感、外国、わけてもドイツの状況を調査した結果、スコットランドに地理協会を確立する取り組みを決めている。
やがて熱心な地理学者でアフリカに関心を抱くA・L・ブルース夫人の援助を取り付ける。探検家デイヴィッド・リヴィングストンを父にもつ人物である。経験豊富な旅行者で紀行作家のアーサー・シルバ・ホワイトにも協力を求める（当初8年の協会事務局長）。エジンバラ大学の地質学教授ジェームズ・ゲイキー教授に支援を求めたところ、教授は地理学研究と教育の進歩に強い関心をいだいており、協会設立プロジェクトを積極的に支援した。こうしてスコットランド地理協会（SGS）は1884年12月に設立を迎えると、エジンバラで最も著名な男女の多くから会員を募集し、影響力のある社会層の賛同を得た。このSGSは科学者および学識経験者に入会を奨め、その趣旨をひろく知識人に訴えていく。また一般社会にも呼びかけると、海外事情を知っている人々や、国内の情報よりも海外の新しい発見に関心がある人々も会員に登録していく。

## 設立の趣旨
設立当時、協会の趣旨は多様であり研究や教育が重視されたものの、探検には注力していなかった。会報『Scottish Geographical Magazine』の創刊号は次のように述べる。
「（前略）したがってスコットランド地理協会は、スコットランド国内の地理の研究推進をその第一の目的の1つとする。国民に対し、地理学の完全な知識が経済や科学または政治の教育において発揮すべき計り知れない価値を印象付けることとする。」
教育と研究に集中する協会には、世間が探検と発見、それら活動から得られる情報の収集と普及に関心を高めていた点があげられる。協会設立の19世紀の時点で、スコットランドでも特にエジンバラ地域の科学を取り巻く世情は、協会の目標と活動の方向性に影響を受けたからである。会員の多くは学者であり、教育と研究は学会にとって重要な課題となった。
当時、エジンバラはスコットランドの地理学の中心であり、活発で活気にあふれる科学界から、科学のさまざまな要素を取りこんで地理学へアプローチしようとする種が生まれる。その間にも設立から1年を待たず、協会はダンディー、アバディーン、グラスゴーに支部を設立し、地元から強い関心を集め、活動への積極的な参加に応えていく。
設立初期にスコットランド国営南極探検隊（1902年–1904年）を支援、探検が成功しても世間はすぐには騒がなかった。これはエジンバラ大学にスコットランド初の地理学教授職を設けたこととならび、最も重要な成果である。

## 主な会員規約
協会はその会員規約にだれでも会員登録できると定め、また地理的な所在地を問わない。会員には次の特典が認められる。
- スコットランド全土の13支部で開催される年間90件前後の講演会に無料で参加。
- 年に4冊発行する会報『ジオグラファー』Geographer 誌の配布。
- 協会の学術論文誌『スコットランド地理ジャーナル』Scottish Geographical Journal をオンライン版または印刷版で無料で購読。
- 協会図書館の書籍の借り出し、学芸員との事前の相談を要する収集資料の利用（地図と写真）。
- その他の特典に小旅行やフィールドトリップ（現地踏査）、長期旅行の企画参加、コンテストなど。

## 収集品
協会は世界各地を対象に、スコットランド本国ばかりか国民が探検したり定住した多くの地域に特化して収集事業を行なってきた。その範囲は過去および現代の地図や地図帳、書籍や定期刊行物、写真や映像、図面や絵画、科学の道具、個人の論文から工芸品にいたる。収集品はスコットランドの貴重な遺産の一部であり、特定の個人や場所、できごとについて世界唯一の記録を提供する。極地探検初期の写真、著名な探検家や登山家が撮影した写真、遠征報告書や日記など、ユニークな収集品がふくまれ、協会自体の記録文書類を保存する。
特筆に値する収蔵品には、スコットランド設立初期の地図類があり、最古の品は1573年にさかのぼる。収集品の多くはパースの協会本部に保管し、書籍類の大部分はグラスゴーのストラスクライド大学アンダーソニアン図書館に置き、保管を委託する。記録映像はスコットランドによる南極遠征（1904年-）の唯一の映像を含め、スコットランド映像記録集に提供した。収蔵品管理は熱心なボランティアチームが担当し、協会会員の閲覧は予約制。

## 専門家の招聘
協会の招聘（しょうへい＝レジデンス）制度は2014年に設立し、公益目的に賛同する専門家を招き地理学の特定の成果を提供するよう推奨する。すべて任意委託である。

### レジデンス探検家
レジデンス探検家（Explorer-in-Residence）の認定第1号クレイグ・マシーソンはスコットランド出身で、2013年に設立した極地アカデミー（Polar Academy）というNPO団体を率いて若者を極地に連れて行き、自己評価を高めさせる活動を続ける。最近は第2号認定者としてロバートソン夫妻（ルークとヘーゼル）のチームがあり、協会支援の一環として2017年にアラスカを訪れ、初の南北縦断トレッキングに挑戦した。残念ながら、気候変動により永久凍土がとけてしまい、ゴールラインの直前で打ち切られた。

### レジデンス作家
第1号のレジデンス作家に認定されたヘイゼル・バカン・キャメロンは詩人で小説家であり、任期中に若い作家と協力し協会の収蔵品に触発された文学作品を創作した。またキャメロンらの活動の集大成として、2014年後半にパース博物館で展覧会を迎えた。
指名第2号は2018年のジョー・ウールフ（Jo Woolf）で、協会の歴史をたどり、生き生きとした物語を編んだ小説家である。2017年のデビュー作『The Great Horizon』が特筆され、協会史上、最も注目に値する探検家、科学者、先見の明のある50名の人々について感動的な物語を記した。すべて協会と関係がある人々で、著者ウールフは翌2018年、協会名誉フェローの指名を受けた。

## 主な名誉フェローの一覧
協会および地理学のより広い分野への貢献を認め、名誉フェローの第1号は1888年に授与した。指名を受けると、名誉称号「FRSGS」を姓名に続けて（ポスト・ノミナルとして）表記できる。

## 歴代会長
- 1885–1891：アーチボルド・プリムローズ KG KT
- 1891–1894：ジョージ・キャンベル KG KT
- 1894–1898：ションバーグ・ヘンリー・カー（英語版） KT
- 1898–1904：ジョン・マレー KCB
- 1904–1910：ジェームズ・ゲイキー DCL LLD FRS
- 1910–1914：ジョン・ヒュー・ダーリンプル（英語版）
- 1914–1916：ジョン・モンタギュー・ダグラス・スコット KT
- 1916–1919：チャールズ・ジョン・ガスリー（英語版） LLD
- 1919–1925：エドワード・セオドア・サルヴェセン（英語版） PC
- 1925–1930：ロナルド・ムンロ・ファーガソン（英語版） KT GCMG
- 1930–1934：シドニー・エルフィンストーン（英語版） KT
- 1934–1937：ウォルター・ハップバーン・スコット（英語版） CBE
- 1937–1942：ヘンリー・プリムローズ（英語版） KT
- 1942–1946：ダーシー・トムソン卿 Kt CB
- 1946–1950: アラン・G・オーギルヴィー OBE
- 1950–1954：ジョン・バーソロミュー（英語版） MC JP FRSGS
- 1954–1958：ダグラス・アラン（英語版） CBE LLD DSc PhD FRSE FRSGS
- 1958–1962：デイヴィッド・チャーターリス（英語版） LLD DL
- 1962–1968：ロナルド・キャメロン卿 DSC MA LLB LLD DL
- 1968–1974：アリック・ブキャナン・スミス（英語版）、Rt. Hon. CBE TD MA DSc
- 1974–1977：ロナルド・ミラー教授 MA PhD FRSE FRSGS
- 1977–1983：ジェームズ・レフォード・ワトソン（英語版）教授 MA PhD LLD FRSC FRSE FRSGS
- 1983–1987：ジョン・アーバスノット（英語版） DSC MA FRSA FRICS
- 1987–1993：ジョン・C・バーソロミュー（英語版） MA FRSE FRGS
- 1993–1999：ジョージ・ヤンガー（英語版） KT KCVO TD DL
- 1999–2005：リチャード・スコット（英語版） KBE DL
- 2005–2012：ジェームズ・リンジー＝ベスーン
- 2012–現職：イアン・スチュアート（英語版）

## 褒章と各賞
地理と探査に卓越した貢献をした人物を対象に、多くの褒章を授けている。
- 王立スコットランド協会地理章（英語版）（旧称王立スコットランド協会金章）
- リヴィングストン章（英語版）会長章
- マンゴ・パーク章（英語版）
- コポック調査章
- ゲデス環境章
- シャクルトン章
- W・S・ブルース章（英語版）
- ジョイ・ティヴィ（英語版）教育章
- ニュービギン賞
- バーソロミュー地球章（バーソロミュー・グローブ）

廃止した賞
- 王立スコットランド地理協会銅章（ブロンズ・メダル）

## 関連文献
- Jo Woolf. The Great Horizon: 50 Tales of Exploration 王立スコットランド地理協会（監修）、Sandstone Press、2017年11月、ISBN 9781910985885。